# 固定子

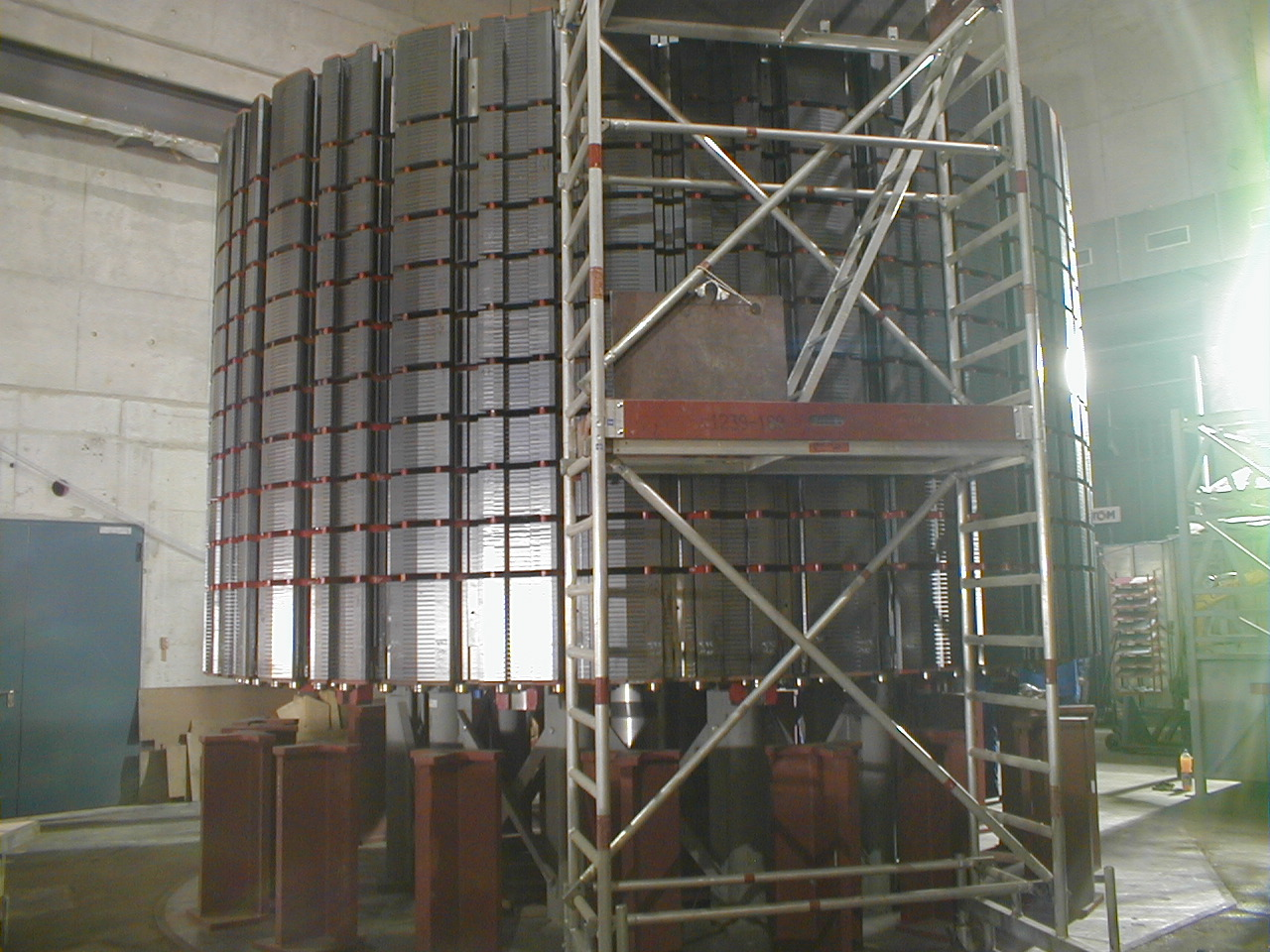
固定子鉄心

固定子（こていし、英語：stator）は、電動機・発電機の固定された電機子または界磁である。これに対し、回転する電機子または界磁を回転子という。

## 分類
巻線形（直流機・同期機・誘導機）
同期電動機、誘導電動機では交流電流により回転磁界が発生する。
同期発電機、誘導発電機では交流電流が発生する。
永久磁石形（直流機）
冷却の必要がない。